# Nesoclimacias lanaiensis
Nesoclimacias lanaiensis är en insektsart som först beskrevs av George Willis Kirkaldy 1908.  Nesoclimacias lanaiensis ingår i släktet Nesoclimacias och familjen fröskinnbaggar. Inga underarter finns listade i Catalogue of Life.